# 785
Раннє Середньовіччя. У Східній Римській імперії триває правління Костянтина VI при регентстві Ірини Афінської. Карл Великий править Франкським королівством. Північ Італії належить Франкському королівству, Рим і Равенна під управлінням Папи Римського, герцогства на південь від Римської області незалежні, деякі області на півночі та на півдні належать Візантії. Піренейський півострів, окрім Королівства Астурія, займає Кордовський емірат. В Англії триває період гептархії. Центр Аварського каганату лежить у Паннонії. Існують слов'янські держави: Карантанія та Перше Болгарське царство.
Аббасидський халіфат займає великі території в Азії та Північній Африці. У Китаї править династія Тан. В Індії почалося піднесення імперії Пала. У Японії триває період Хей'ан. Хазарський каганат підпорядкував собі кочові народи на великій степовій території між Азовським морем та Аралом. Територію на північ від Китаю займає Уйгурський каганат.
На території лісостепової України в VIII столітті виділяють пеньківську й корчацьку археологічні культури. У VIII столітті тривало швидке розселення слов'ян. У Північному Причорномор'ї співіснують різні кочові племена, зокрема булгари, хозари, алани, авари, тюрки, кримські готи.

## Події
- Саксонські війни. Карл Великий знову здійснив похід до Ельби й змусив вождя саксів Відукінда до переговорів. На Різдво Відукінд прийняв хрещення. 10 тис. саксів переселено в межі Франкського королівства.
- Карл Великий проголосив Саксонську капітулярію, за якою, зокрема, заборонялися під загрозою смертної кари трупоспалення і захоронення в мегалітичних некрополях та жертвопринесення.
- У Бретані спалахнуло повстання проти Карла Великого.
- Жирона та Уржель вийшли з-під влади маврів і приєдналися до Франкського королівства.
- Аббасидським халіфом став Муса аль-Хаді.
- Ірина Афінська та патріарх Тарасій запросили Папу Римського Адріана на екуменічний собор, і Папа згодився прислати своїх представників.